# Tanasz Kojczubajew
Tanasz Kojczubajew (ros. Танаш Койчубаев; ur. 1914 w miejscowości Sarajczik w obwodzie uralskim, zm. 9 kwietnia 1979) – radziecki polityk, działacz partyjny.

## Życiorys
W 1931 ukończył technikum rolnicze w Uralsku i został zootechnikiem i potem starszym zootechnikiem i zastępcą dyrektora sowchozu w obwodzie uralskim, 1932–1935 był starszym zootechnikiem sowchozu w obwodzie zachodniokazachstańskim. W 1935 był słuchaczem wyższych kursów zootechnicznych przy Moskiewskiej Akademii Rolniczej im. Timiriazewa, 1935–1936 kierował jednym z działów zachodniokazachstańskiego obwodowego oddziału rolnego, 1936–1938 służył w Armii Czerwonej, po czym został głównym zootechnikiem zachodniokazachstańskiego obwodowego oddziału rolnego. W 1939 został zastępcą dyrektora zachodniokazachstańskiego trustu sowchozów, 1940–1941 był zastępcą kierownika Wydziału Rolnego Zachodniokazachstańskiego Komitetu Obwodowego Komunistycznej Partii (bolszewików) Kazachstanu, 1941–1942 kontrolerem odpowiedzialnym Komisji Kontroli Partyjnej przy KC KP(b)K, a 1942–1944 przewodniczącym Komitetu Wykonawczego Pawłodarskiej Rady Obwodowej. W latach 1944–1947 był kierownikiem Wydziału Hodowli i zastępcą sekretarza Komitetu Obwodowego KP(b)K w Tałdykorganie, 1947–1950 studiował w Wyższej Szkole Partyjnej przy KC WKP(b), po czym został instruktorem KC WKP(b) i następnie zastępcą kierownika jednego z sektorów KC WKP(b). Od 1952 do maja 1953 był II sekretarzem, a od maja 1953 do kwietnia 1955 I sekretarzem Komitetu Obwodowego KP(b)K/KPK w Semipałatyńsku. W 1955 był organizatorem odpowiedzialnym KC KPK, 1955–1956 wiceministrem gospodarki rolnej Kazachskiej SRR, a 1956–1958 zastępcą kierownika Wydziału Rolnego KC KPK. Od 1958 do 1963 był kierownikiem Wydziału Rolnego Komisji Kontroli Radzieckiej Rady Ministrów Kazachskiej SRR, a 1963–1970 dyrektorem Wystawy Osiągnięć Gospodarki Narodowej Kazachskiej SRR, następnie przeszedł na emeryturę. Był odznaczony Orderem „Znak Honoru”.